# Eliseo Martínez Pérez
Eliseo Martínez Pérez (León de los Aldama, Guanajuato, 1943-íd., 31 de enero del 2018) fue un político y empresario mexicano, que ocupó el cargo de presidente municipal de León, estado de Guanajuato, entre 1992 y 1994.

## Datos biográficos
Eliseo Martínez Pérez fue un destacado empresario del ramo zapatero, una de las principales actividades económicas de la ciudad de León, y pronto comenzó a participar en política como opositor al Partido Revolucionario Institucional (PRI), lo que lo llevó a militar en el Partido Acción Nacional (PAN).

### Elecciones estatales de 1991
En 1991, el PAN lo postuló como candidato a presidente municipal de León; en las elecciones celebradas el 18 de agosto de 1991, le fue reconocido el triunfo, aunque en la misma jornada fue declarado ganador de la gubernatura el candidato del PRI, Ramón Aguirre Velázquez, frente a las denuncias de fraude del candidato panista al mismo cargo, Vicente Fox.[cita requerida]

### Presidencia municipal (1992-1994)
Asumió la presidencia municipal el 1 de enero de 1992, y permaneció en el cargo hasta el fin de su periodo constitucional, el 31 de diciembre de 1994. 

### Elecciones a la gubernatura
En el 2000, se postuló como precandidato del PAN a la gubernatura del estado, pero fue derrotado en la convención del partido por Juan Carlos Romero Hicks. Eliseo Martínez Pérez denunció que el gobierno estatal había favorecido la postulación de Romero, y se negó a reconocer su triunfo. Posteriormente, denunció que Romero había sido apoyado por los organismos denominados Liga de Acción Agropecuaria, el Consejo General del Trabajo, el Movimiento Magisterial y el Movimiento Popular Ciudadano. Esto llevó a su expulsión del PAN, en julio del 2002.

### Coalición PRI-PVEM-Fuerza Ciudadana
En el 2003, fue postulado como candidato común por el PRI, el Partido Verde Ecologista (PVEM) y Fuerza Ciudadana a la presidencia municipal de León, y enfrentó, en la elección constitucional, al candidato del PAN, Ricardo Alaniz Posada. Finalmente, Alaniz obtuvo el triunfo, y Eliseo Martínez Pérez se retiró de la actividad política activa.[cita requerida]

### Observatorio Ciudadano de León
Posteriormente, se incorporó como integrante del Consejo Directivo del Observatorio Ciudadano de León, en el cual permaneció hasta su fallecimiento, en la misma ciudad de León, el 31 de enero de 2018.